# Яр Мухаммед-хан Шадлу
Яр Мухаммед-хан Шадлу (азерб. Yarməhəmməd xan Şadlı), (1827—1928) — хан Боджнурда (1878—1928). Известен также под именем Сардар-Муваххам.

## Биография
Яр Мухаммед-хан был представителем племени Шадлу, сыном Яздан Кули-хана. Он родился в 1827 года в курдской семье в одном из боджнурдских селений Хорасана и был вторым сыном Яздан Кули-хана Шадлу.
В 1878 году Яр Мухаммед-хан по приказу Насреддин-шаха был назначен хакимам Боджнурда.
Умер 1928 году. Погребен в Мешхеде в мавзолее.

### Дом Яр Мухаммед-хана
«Зеркальный дом» Муфаххама, который с высоким и величественным строением находится в северной части г. Боджнурд, считается одним из ценнейших исторических памятников Боджнурда. Этот дворец принадлежал Яр-Мухаммад хану Шадлу (известному как "сардар полководец Муфаххам), одному из генералов конца Каджарской эпохи. Внешний фасад дворца представляет сочетание семицветных изразцовых поделок, которые особенно красиво выглядят в сочетании с облицовкой изразцом и зеркалами внутреннего помещения. План здания представлен в прямоугольной форме, в два этажа приблизительного размера 18 на 11 м, высотой около 10 м. Здание в общей сложности имеет 9 комнат. Одна из комнат на верхном этажу представляет зал размерами 3 на 8 м, все его стены и потолок покрыты зеркалами красивого дизайна. Это здание является одним из уникальных произведений эпохи Насери в Северном Хорасане, и в прошлом находилось внутри большого сада, и вместе с дворцом Муфаххам, входными воротами дома бассейна и особняком составляло резиденцию губернатора Муфаххама. Особняк был разрушен во время мощного землетрясения. От него остались на месте лишь «зеркальный дом» и особняк Муфаххама. Здание «зеркального дома» было занесено в список национальных памятников Ирана, и с 2000 г. функционирует как Музей архивов и рукописей.
Особняк Муфаххам также является одним из исторических памятников Каджарской эпохи в Боджнурде. Он был построен как место жительства сардара Муфаххама в конце XIX по его собственному поручению. В особняке имеется 34 комнаты с двумя большими залами. Главный фасад здания разработан на южной стороне, сплошь и рядом украшен разного вида потогонной и семицветной облицовкой изразцом, с человеческим, животным, узорчатым, китайским и геометрическим орнаментами и узорами. В его строении употреблен кирпич с гипсовым раствором. На каждом этаже есть две веранды: северная и южная. Все стены в здании покрыты облицовкой изразцом из красивых семицветных кирпич-сырца в разных размерах и формах бирюзового, жёлтого, розового, фиолетового, белого, зелёного, красного и чёрного цвета, и каждая колонна украшена своеобразными узорами. На внешнем фасаде выставлены на показ изображения двух крылатых ангелов, человеческие фигуры, картины цветок и птиц, природы и геометрические узоры, характерные для XIII в. лунной Хиджры. Здание дворца Муфаххама после реставрации и восстановления превратилось в большой археологический и антропологический музей.